# Rangendingen
Rangendingen – miejscowość i gmina w Niemczech, w kraju związkowym Badenia-Wirtembergia, w rejencji Tybinga, w regionie Neckar-Alb, w powiecie Zollernalb, wchodzi w skład wspólnoty administracyjnej Hechingen. Leży nad rzeką Starzel, ok. 12 km na północ od Balingen.